# Chiesa di San Marco (Predaia)
La chiesa di San Marco è la parrocchiale di Mollaro, frazione di Predaia in Trentino. Fa parte della zona pastorale delle Valli del Noce e risale al XVI secolo.

## Storia

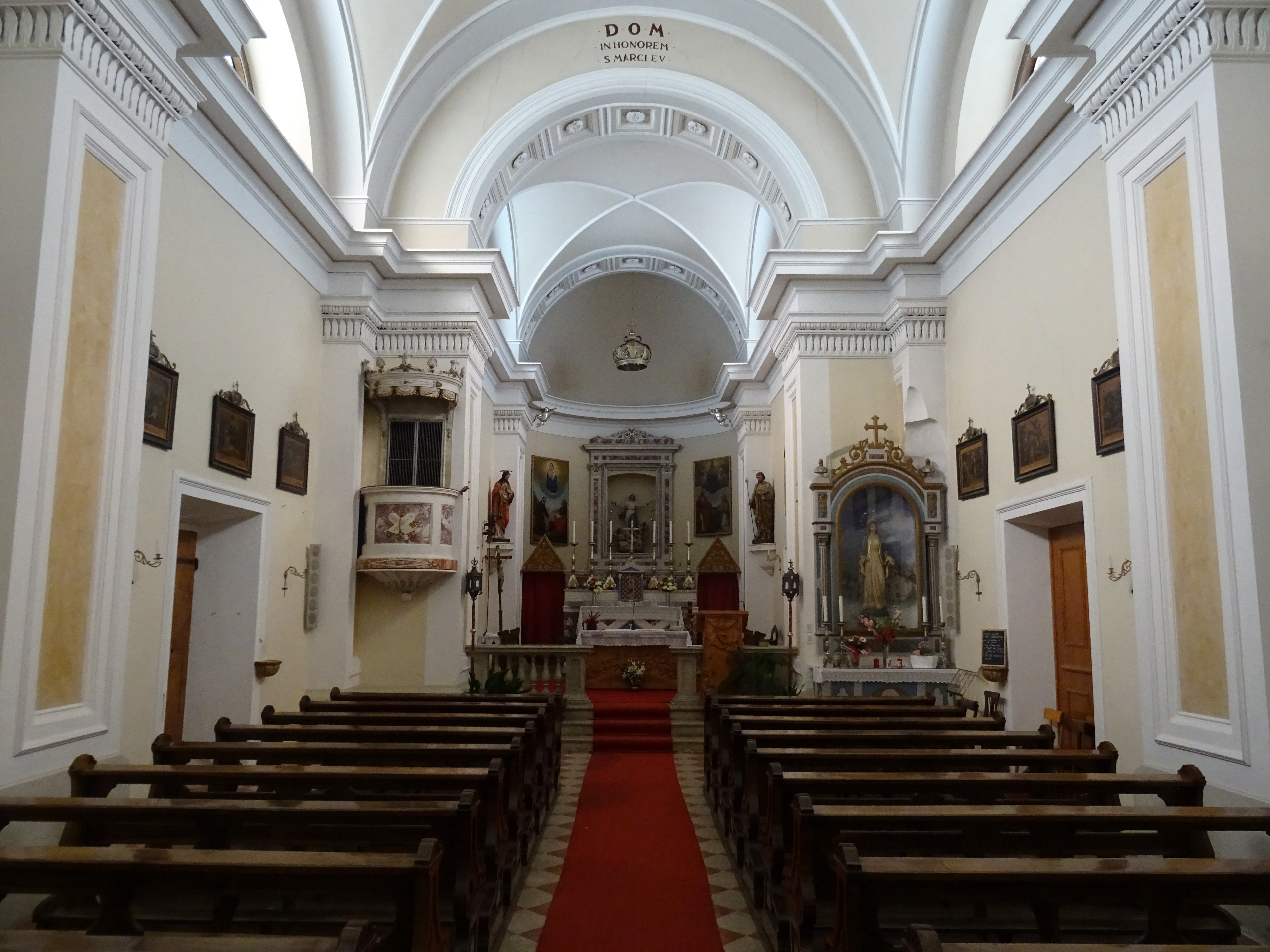
Interno

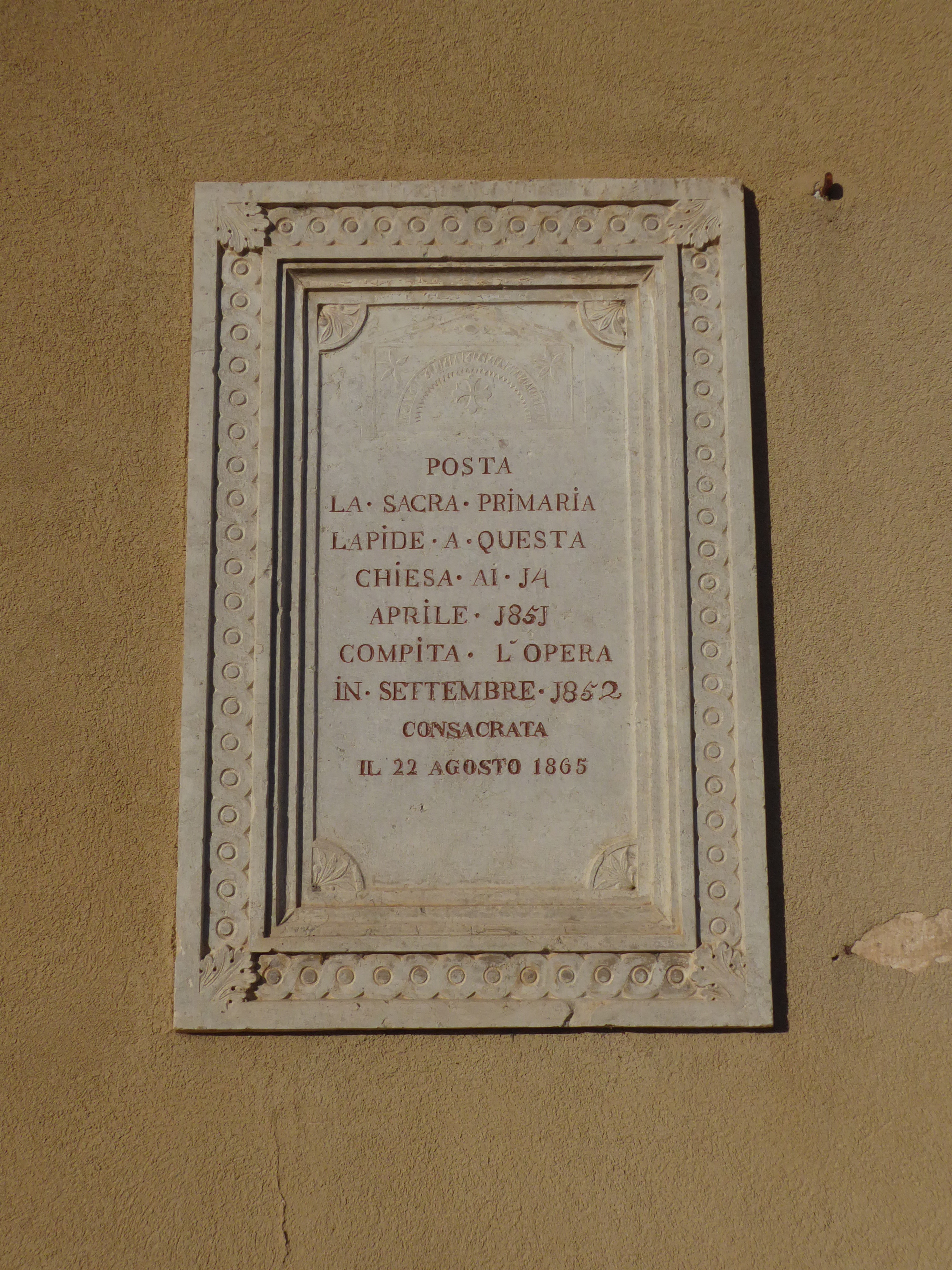
Epigrafe che ricorda la ricostruzione del XIX secolo e la consacrazione

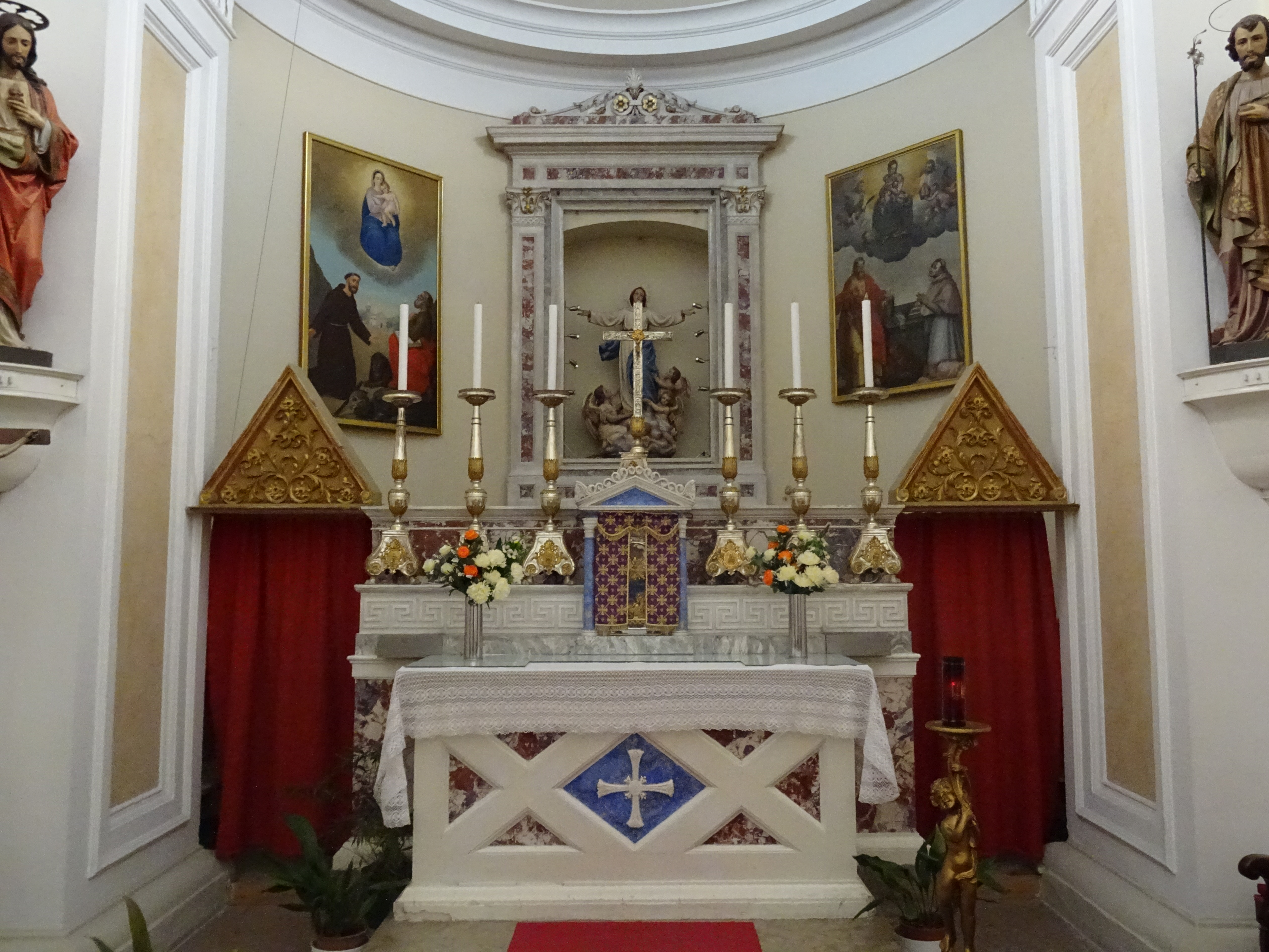
Altare maggiore

Il primo luogo di culto con dedicazione a san Marco in località Mollaro venne visitato dagli inviati di Bernardo Clesio già il 23 giugno 1537. Fu descritto come una piccola chiesa con un solo altare, dedicato al titolare. Nel 1579 erano stati costruiti altri due altari, dedicati a santa Lucia e a santo Stefano. Nella prima metà del XVII secolo la chiesa fu arricchita di affreschi e venne edificata la sagestia.
Entro il 1723 fu costruito il campanile e la cella campanaria in seguito fu dotata di due campane realizzate a Bressanone e a Sarnonico. Nella seconda metà del secolo fu oggetto di ristrutturazione e, nel 1774, gli affreschi seicenteschi furono scialbati. Nel 1787 venne elevata a dignità di chiesa primissaria.
Tra il 1850 e il 1852 il vecchio edificio religioso, non più rispondente alle necessità dei fedeli, fu completamente demolito e ricostruito con maggiori dimensioni, sullo stesso sito. La solenne consacrazione della nuova chiesa fu celebrata il 22 agosto 1865 e due anni dopo venne elevata a dignità curaziale, legata alla pieve di Torra, la chiesa di Sant'Eusebio.
Nella seconda metà del XIX secolo le due antiche campane della torre vennero sostituite con tre nuovi bronzi prodotti dalla fonderia Chiappani di Trento e all'inizio del secolo successivo tutto il campanile venne ristrutturato. Con la guerra due delle tre campane vennero requisite dagli austriaci quindi fu necessario, negli anni venti, sostituirle. Il 5 aprile 1944 la chiesa venne elevata a dignità parrocchiale e due anni più tardi il pittore Carlo Bonacina ornò la facciata col grande affresco raffigurante San Marco.
A partire dagli anni sessanta vennero eseguiti vari interventi come il nuovo impianto di riscaldamento, l'adeguamento liturgico, la nuova ristrutturazione della torre campanaria e varie operazioni di ritinteggiatura.

## Descrizione

### Esterno
L'orientamento della chiesa è verso nord. Il prospetto principale è a capanna, in stile neoclassico con un grande frontone triangolare sorretto da due coppie di lesene che racchiudono la parte centrale col grande portale architravato. Il motivo più interessante della facciata è il grande affresco di Carlo Bonacina con l'immagine di San Marco. La torre campanaria si trova a sinistra e addossata alla struttura.

### Interno
La navata interna è unica con volte a botte e suddivisa in due campate. Attraverso l'arco santo si accede al presbiterio, leggermente elevato e racchiuso da balaustre in marmo. Il catino absidale è cieco.